# Audi Type P
L'Audi Type P est une citadine polyvalente que l'usine Audi a sortie en mai 1931. Le châssis et la carrosserie correspondaient à ceux de la DKW V800 / V1000 4=8, le moteur était dérivé de celui de la Peugeot 201.

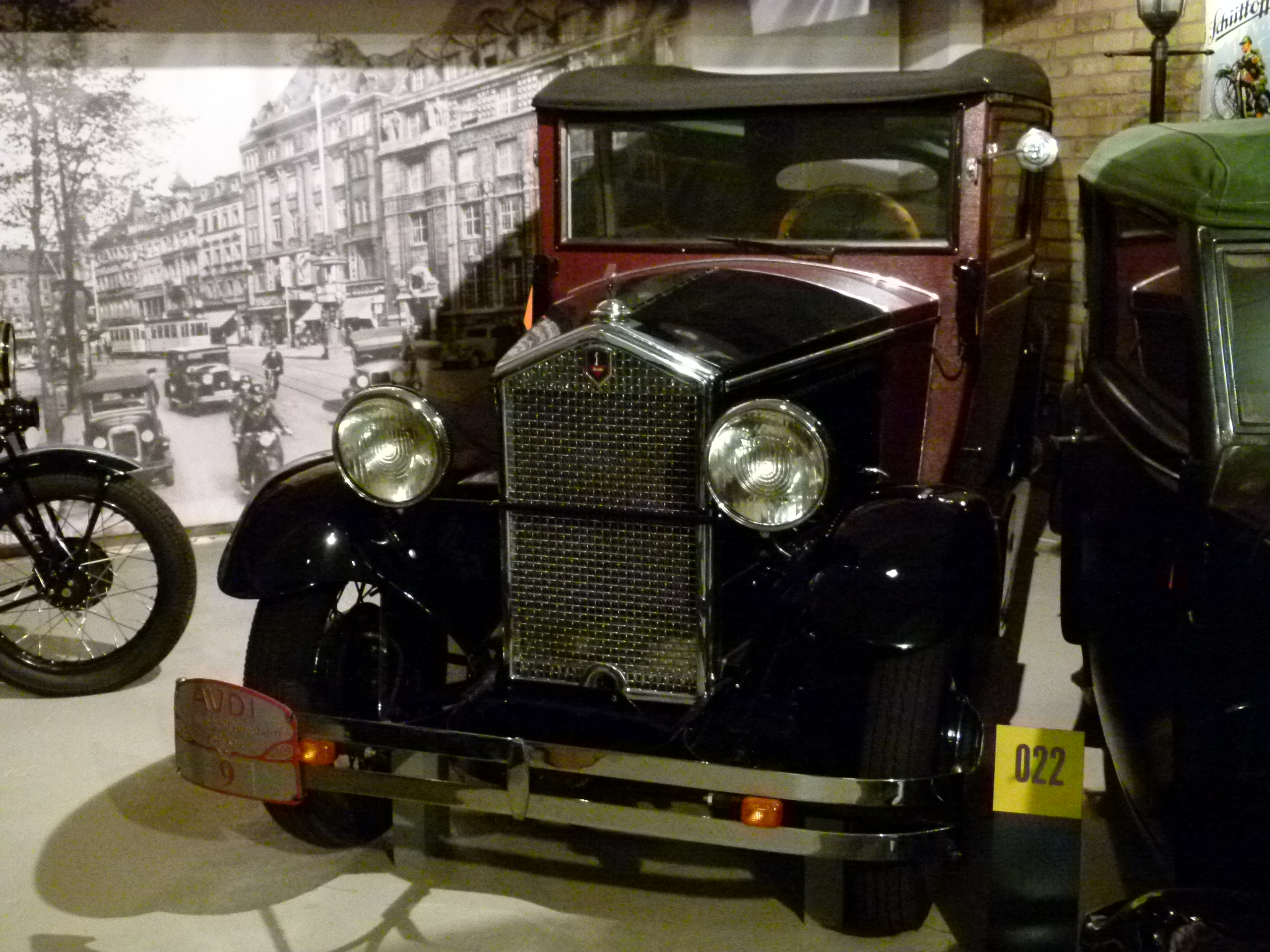
Audi Type P au Musée des véhicules de Chemnitz

Le véhicule était équipé d'un moteur quatre cylindres en ligne SV d'une cylindrée de 1,1 litre installé à l'avant. Il développait 30 ch à 3 200 tr/min. Il entraînait les roues arrière via une boîte de vitesses à trois rapports avec un levier de vitesses au milieu de la voiture. La voiture, qui avait une carrosserie autoportante en contreplaqué recouvert de similicuir, avait deux essieux rigides avec des ressorts à lames transversaux en dessous. Elle n'était disponible qu'en tant que berline deux portes à quatre vitres.
En octobre de la même année, la production a été arrêtée après seulement 327 unités.